# Bartholomé de Villalba y Estaña
Bartholomé de Villalba y Estaña (Denominado también Bartolomé de Villalba y Estaña) es un escritor español (nacido en el pueblo valenciano de Jérica) del siglo XVI conocido por haber publicado un libro de viajes, de 1577, titulado: El Pelegrino curioso y Grandezas de España. El libro fue desconocido durante siglos hasta que se publicó 1886 a cargo de Pascual de Gayangos. La obra es considerada completa, aunque es considerada como el primer libro de viaje sobre España. 